# Cyanarctia basiplaga
Cyanarctia basiplaga là một loài bướm đêm thuộc phân họ Arctiinae, họ Erebidae.